# Christina Haak
Christina Haak (* 1966 in Stadthagen) ist eine deutsche Kunsthistorikerin und seit September 2023 Direktorin des Landesmuseums Württemberg in Stuttgart.

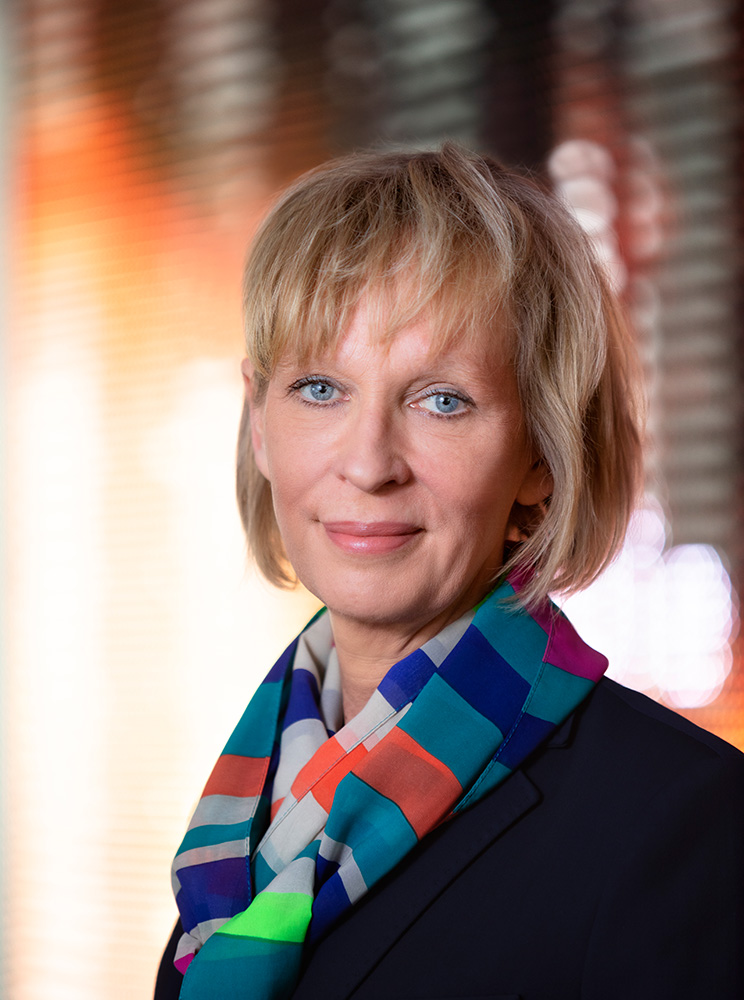
Christina Haak im Foyer des Kulturforums, 2020

## Leben
Christina Haak studierte Kunstgeschichte, Neuere Geschichte und Mittlere Geschichte in Braunschweig und Münster und wurde 1999 mit einer Arbeit über das barocke Bildnis in Norddeutschland promoviert. Nach ihrem Volontariat und einigen Ausstellungen am Museum für Kommunikation in Frankfurt am Main übernahm sie 2003 die Leitung der Stabsstelle Projektmanagement, Museumsentwicklungsplanung und Öffentlichkeitsarbeit bei der Museumslandschaft Hessen Kassel. 2009 wechselte sie zu den Staatlichen Museen zu Berlin und übernahm dort die Leitung der Stabsstelle Bau. Seit 2011 war sie dort an der Seite von Michael Eissenhauer stellvertretende Generaldirektorin, nach dessen Ruhestand seit 2022 geschäftsführende stellvertretende Generaldirektorin. Sie war insbesondere für die digitale Transformation der Einrichtung zuständig, so leitete sie etwa das bei den Staatlichen Museen angesiedelte Teilprojekt „Visitor Journeys neu gedacht – Digitale Erweiterung des Museumsbesuchs“ im Rahmen des Verbundprojekts „museum4punkt0“. Von 2017 bis 2020 war sie zusätzlich eine der zwei Chief Digital Officers der Stiftung Preußischer Kulturbesitz. Im Mai 2018 wurde Christina Haak zur Vizepräsidentin des Deutschen Museumsbundes gewählt.
Seit dem 1. September 2023 ist sie Wissenschaftliche Direktorin des Landesmuseums Württemberg in Stuttgart.

## Veröffentlichungen (Auswahl)
- Das barocke Bildnis in Norddeutschland. Erscheinungsform und Typologie im Spannungsfeld internationaler Strömungen. Lang, Frankfurt am Main / Berlin / Berlin 2001, ISBN 3-631-37389-9 (Dissertation).
- Christina Haak: Vorwärts in die Vergangenheit. Das "Unternehmen Gipsformerei". In: Stiftung Preußischer Kulturbesitz (Hrsg.): Jahrbuch Preußischer Kulturbesitz. Band 51, 2015, ISSN 0342-0124, S. 318–326.
- mit Miguel Helfrich (Hrsg.): Casting - ein analoger Weg ins Zeitalter der Digitalisierung? Ein Symposium zur Gipsformerei der Staatlichen Museen zu Berlin. arthistoricum.net, Heidelberg 2016, ISBN 978-3-946653-20-2, doi:10.11588/arthistoricum.95.114.
- Plug In. Das Museum und "seine Stadt". In: Szenografie in Ausstellungen und Museen: Museum und Stadt, Stadt und Museum: Ausstellungen als sozialer Raum. Band VIII. avedition, Stuttgart 2018, S. 40–48.
- mit Veronika Tocha, Miguel Helfrich (Hrsg.): Nah am Leben. 200 Jahre Gipsformerei. Prestel, München / London / New York 2019, ISBN 978-3-7913-5939-7.